# Applebee's
Applebee’s International, Inc. est une chaîne de restaurants américaine dont le siège social se trouve à Kansas City (Missouri). Applebee's Neighborhood Grill and Bar possède 1 965 restaurants dans 49 états américains et 17 pays.
En novembre 2007, l'entreprise "IHOP (restaurant)" achète la chaîne Applebee's pour 1,9 milliard $. 
Julia Stewart est la directrice générale, elle fait partie des 50 femmes les plus puissantes des États-unis selon Fortune en 2008.

## Histoire

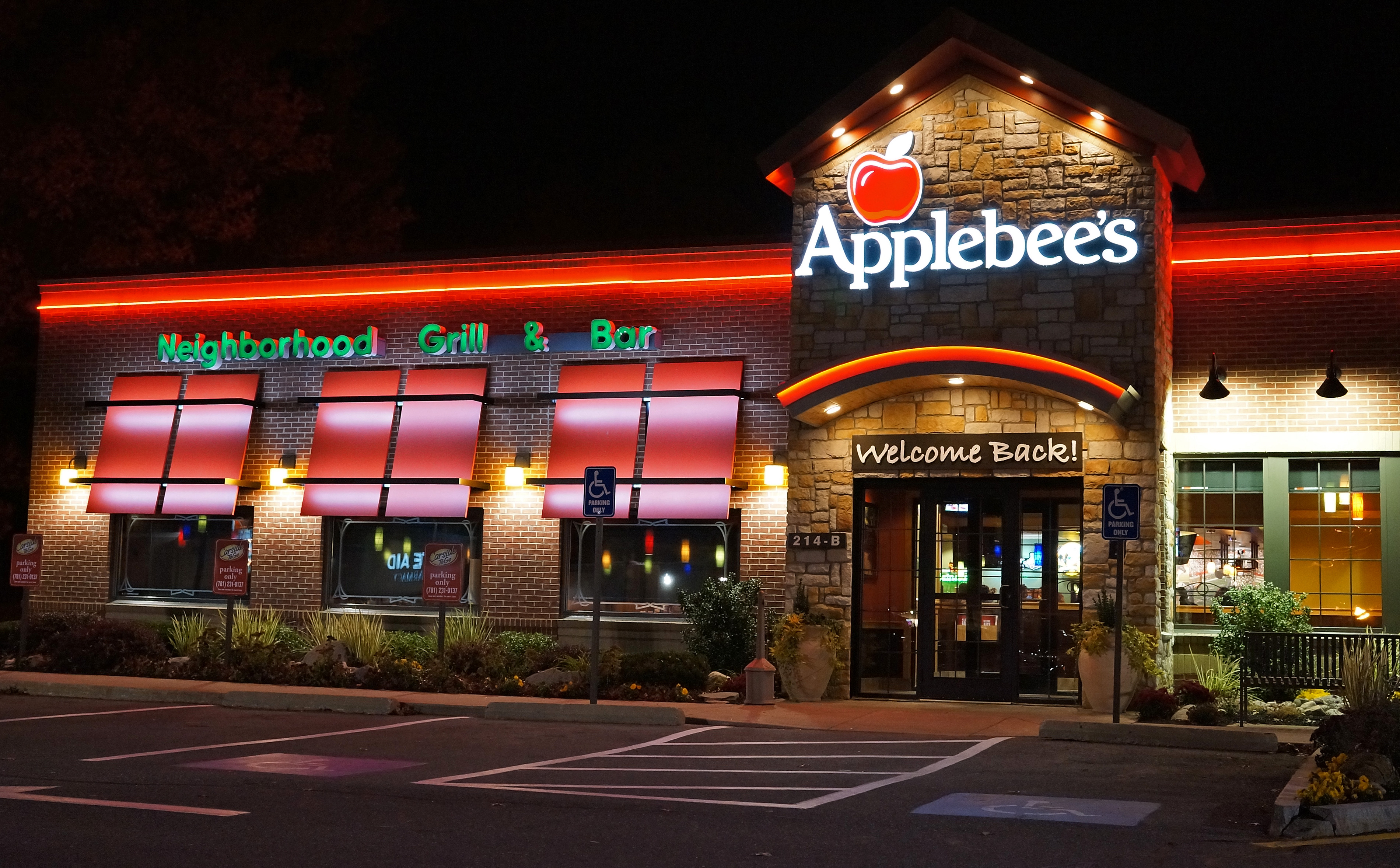
Applebee's à Saugus, au Massachusetts.

Le premier restaurant est créé par Bill et T. J. Palmer en novembre 1980 à Decatur (Géorgie). Pour l'expansion du restaurant, l’entreprise W. R. Grace and Company devient actionnaire en 1983. 
En 2007, la franchise IHOP (The International House of Pancakes) devient le nouveau propriétaire ; en 2008, l'entreprise cotée au NYSE est renommée "DineEquity".